# Pericallia klapperichi
Pericallia klapperichi là một loài bướm đêm thuộc phân họ Arctiinae, họ Erebidae.